# تپه قلعه نوسمه (چورژی)
تپه قلعه نوسمه (چورژی) مربوط به سده‌های میانه دوران‌های تاریخی پس از اسلام است و در شهرستان پاوه، بخش مرکزی، روستای نوسمه واقع شده و این اثر در تاریخ ۱۱ مرداد ۱۳۸۴ با شمارهٔ ثبت ۱۲۴۷۴ به‌عنوان یکی از آثار ملی ایران به ثبت رسیده است.